# Amazonense (Amazonas állam) labdarúgó-bajnokság (első osztály)
A Campeonato Amazonense de Futebol, a brazíliai Amazonas állam hivatalos, professzionális labdarúgó bajnoksága, melyet az Amazóniai labdarúgó-szövetség (FAF) rendezésében bonyolítanak le 1914 óta.
A bajnokságban szereplő 10 csapat két fordulóban dönti el a bajnoki cím sorsát. Az első kör, egy két mérkőzéses bajnokság formájában zajlik, majd az első négy helyezett egyenes kieséses rendszerben játszik tovább a bajnoki trófeáért.
Az állami bajnokság első két helyezettje automatikus résztvevője lesz az országos bajnokság negyedik vonalának és indulhat a Copa do Brasil sorozatában. Az első helyezett együttes a továbbiakban szerepelhet az Északi- és Közép-Nyugati régió által szervezett Copa Verde kupában is.

## Az eddigi győztesek

### Amatőr időszak
Federação Amazonense de Futebol (FAF)
| Év   | Bajnok                            | Második                  |
| ---- | --------------------------------- | ------------------------ |
| 1914 | Manaos Athletic Club (1) (Manaus) | Nacional (Manaus)        |
| 1915 | Manaos Athletic Club (2) (Manaus) |                          |
| 1916 | Nacional (1) (Manaus)             | Rio Negro (Manaus)       |
| 1917 | Nacional (2) (Manaus)             | Rio Negro (Manaus)       |
| 1918 | Nacional (3) (Manaus)             | Rio Negro (Manaus)       |
| 1919 | Nacional (4) (Manaus)             | Manaos Sporting (Manaus) |
| 1920 | Nacional (5) (Manaus)             | Rio Negro (Manaus)       |
| 1921 | Rio Negro (1) (Manaus)            | Nacional (Manaus)        |
| 1922 | Nacional (6) (Manaus)             | Rio Negro (Manaus)       |
| 1923 | Nacional (7) (Manaus)             | Rio Negro (Manaus)       |
| 1924 | nem rendezték meg                 | nem rendezték meg        |
| 1925 | nem rendezték meg                 | nem rendezték meg        |
| 1926 | Rio Negro (2) (Manaus)            | Nacional (Manaus)        |
| 1927 | Rio Negro (3) (Manaus)            | Luso (Manaus)            |
| 1928 | Cruzeiro do Sul (1) (Manaus)      | Rio Negro (Manaus)       |
| 1929 | Manaos Sporting (1) (Manaus)      | Cruzeiro do Sul (Manaus) |
| 1930 | Cruzeiro do Sul (2) (Manaus)      |                          |
| 1931 | Rio Negro (4) (Manaus)            |                          |
| 1932 | Rio Negro (5) (Manaus)            | Fast Clube (Manaus)      |
| 1933 | Nacional (8) (Manaus)             | Fast Clube (Manaus)      |
| 1934 | Portuguesa (1) (Manaus)           | Fast Clube (Manaus)      |
| 1935 | Portuguesa (2) (Manaus)           | Fast Clube (Manaus)      |
| 1936 | Nacional (9) (Manaus)             | Fast Clube (Manaus)      |
| 1937 | Nacional (10) (Manaus)            | Fast Clube (Manaus)      |
| 1938 | Rio Negro (6) (Manaus)            | Fast Clube (Manaus)      |
| 1939 | Nacional (11) (Manaus)            | Rio Negro (Manaus)       |
| 1940 | Rio Negro (7) (Manaus)            | Nacional (Manaus)        |
| 1941 | Nacional (12) (Manaus)            | Rio Negro (Manaus)       |
| 1942 | Nacional (13) (Manaus)            | Fast Clube (Manaus)      |
| 1943 | Rio Negro (8) (Manaus)            | Olímpico (Manaus)        |
| 1944 | Olímpico (1) (Manaus)             | Rio Negro (Manaus)       |
| 1945 | Nacional (14) (Manaus)            | Rio Negro (Manaus)       |
| 1946 | Nacional (15) (Manaus)            | Olímpico (Manaus)        |
| 1947 | Olímpico (2) (Manaus)             | Fast Clube (Manaus)      |
| 1948 | Fast Clube (1) (Manaus)           | Barés (Manaus)           |
| 1949 | Fast Clube (2) (Manaus)           | Eldorado (Manaus)        |
| 1950 | Nacional (16) (Manaus)            | Fast Clube (Manaus)      |
| 1951 | América (1) (Manaus)              | Fast Clube (Manaus)      |
| 1952 | América (2) (Manaus)              | Fast Clube (Manaus)      |
| 1953 | América (3) (Manaus)              | Fast Clube (Manaus)      |
| 1954 | América (4) (Manaus)              | Nacional (Manaus)        |
| 1955 | Fast Clube (3) (Manaus)           | América (Manaus)         |
| 1956 | Auto Esporte (1) (Manaus)         | Nacional (Manaus)        |
| 1957 | Nacional (17) (Manaus)            | Fast Clube (Manaus)      |
| 1958 | Santos (1) (Manaus)               | Auto Esporte (Manaus)    |
| 1959 | Auto Esporte (2) (Manaus)         | Nacional (Manaus)        |
| 1960 | Fast Clube (4) (Manaus)           | América (Manaus)         |
| 1961 | São Raimundo (1) (Manaus)         | Rio Negro (Manaus)       |
| 1962 | Rio Negro (9) (Manaus)            | Nacional (Manaus)        |
| 1963 | Nacional (18) (Manaus)            | América (Manaus)         |

### Professzionális időszak
| Év   | Bajnok                                | Második                           |
| ---- | ------------------------------------- | --------------------------------- |
| 1964 | Nacional (19) (Manaus)                | São Raimundo (Manaus)             |
| 1965 | Rio Negro (10) (Manaus)               | Nacional (Manaus)                 |
| 1966 | São Raimundo (2) (Manaus)             | Rio Negro (Manaus)                |
| 1967 | Olímpico (3) (Manaus)                 | Nacional (Manaus)                 |
| 1968 | Nacional (20) (Manaus)                | Fast Clube (Manaus)               |
| 1969 | Nacional (21) (Manaus)                | Fast Clube (Manaus)               |
| 1970 | Fast Clube (5) (Manaus)               | Nacional (Manaus)                 |
| 1971 | Fast Clube (6) (Manaus)               | Rodoviária (Manaus)               |
| 1972 | Nacional (22) (Manaus)                | Fast Clube (Manaus)               |
| 1973 | Rodoviária (1) (Manaus)               | Rio Negro (Manaus)                |
| 1974 | Nacional (23) (Manaus)                | Rio Negro (Manaus)                |
| 1975 | Rio Negro (11) (Manaus)               | Nacional (Manaus)                 |
| 1976 | Nacional (24) (Manaus)                | Rio Negro (Manaus)                |
| 1977 | Nacional (25) (Manaus)                | Fast Clube (Manaus)               |
| 1978 | Nacional (26) (Manaus)                | Fast Clube (Manaus)               |
| 1979 | Nacional (27) (Manaus)                | Rio Negro (Manaus)                |
| 1980 | Nacional (28) (Manaus)                | Rio Negro (Manaus)                |
| 1981 | Nacional (29) (Manaus)                | Fast Clube (Manaus)               |
| 1982 | Rio Negro (12) (Manaus)               | Nacional (Manaus)                 |
| 1983 | Nacional (30) (Manaus)                | Rio Negro (Manaus)                |
| 1984 | Nacional (31) (Manaus)                | Rio Negro (Manaus)                |
| 1985 | Nacional (32) (Manaus)                | Rio Negro (Manaus)                |
| 1986 | Nacional (33) (Manaus)                | Rio Negro (Manaus)                |
| 1987 | Rio Negro (13) (Manaus)               | Rio Negro (Manaus)                |
| 1988 | Rio Negro (14) (Manaus)               | América (Manaus)                  |
| 1989 | Rio Negro (15) (Manaus)               | Nacional (Manaus)                 |
| 1990 | Rio Negro (16) (Manaus)               | Nacional (Manaus)                 |
| 1991 | Nacional (34) (Manaus)                | Fast Clube (Manaus)               |
| 1992 | Sul América (1) (Manaus)              | Rio Negro (Manaus)                |
| 1993 | Sul América (2) (Manaus)              | Nacional (Manaus)                 |
| 1994 | América (5) (Manaus)                  | Nacional (Manaus)                 |
| 1995 | Nacional (35) (Manaus)                | Princesa do Solimões (Manacapuru) |
| 1996 | Nacional (36) (Manaus)                | Cliper (Manaus)                   |
| 1997 | São Raimundo (3) (Manaus)             | Princesa do Solimões (Manacapuru) |
| 1998 | São Raimundo (4) (Manaus)             | Rio Negro (Manaus)                |
| 1999 | São Raimundo (5) (Manaus)             | Rio Negro (Manaus)                |
| 2000 | Nacional (37) (Manaus)                | São Raimundo (Manaus)             |
| 2001 | Rio Negro (17) (Manaus)               | Nacional (Manaus)                 |
| 2002 | Nacional (38) (Manaus)                | Cliper (Manaus)                   |
| 2003 | Nacional (39) (Manaus)                | Rio Negro (Manaus)                |
| 2004 | São Raimundo (6) (Manaus)             | Grêmio Coariense (Coari)          |
| 2005 | Grêmio Coariense (1) (Coari)          | Nacional (Manaus)                 |
| 2006 | São Raimundo (7) (Manaus)             | Fast Clube (Manaus)               |
| 2007 | Nacional (40) (Manaus)                | Fast Clube (Manaus)               |
| 2008 | Holanda (1) (Rio Preto da Eva)        | Fast Clube (Manaus)               |
| 2009 | América (6) (Manaus)                  | Nacional (Manaus)                 |
| 2010 | Penarol (1) (Itacoatiara)             | Fast Clube (Manaus)               |
| 2011 | Penarol (2) (Itacoatiara)             | Nacional (Manaus)                 |
| 2012 | Nacional (41) (Manaus)                | Fast Clube (Manaus)               |
| 2013 | Princesa do Solimões (1) (Manacapuru) | Nacional (Manaus)                 |
| 2014 | Nacional (42) (Manaus)                | Princesa do Solimões (Manacapuru) |
| 2015 | Nacional (43) (Manaus)                | Princesa do Solimões (Manacapuru) |
| 2016 | Fast Clube (7) (Manaus)               | Princesa do Solimões (Manacapuru) |
| 2017 | Manaus (1) (Manaus)                   | Nacional (Manaus)                 |
| 2018 | Manaus (2) (Manaus)                   | Fast Clube (Manaus)               |

## Legsikeresebb csapatok
| Csapat               | Város            | Bajnok |
| -------------------- | ---------------- | --- |
| Nacional             | Manaus           | 43 (1916, 1917, 1918, 1919, 1920, 1922, 1923, 1933, 1936, 1937, 1939, 1941, 1942, 1945, 1946, 1950, 1957, 1963, 1964, 1968, 1969, 1972, 1974, 1976, 1977, 1978, 1979, 1980, 1981, 1983, 1984, 1985, 1986, 1991, 1995, 1996, 2000, 2002, 2003, 2007, 2012, 2014, 2015) |
| Rio Negro            | Manaus           | 17 (1921, 1926, 1927, 1931, 1932, 1938, 1940, 1943, 1962, 1965, 1975, 1982, 1987, 1988, 1989, 1990, 2001) |
| Fast Clube           | Manaus           | 7 (1948, 1949, 1955, 1960, 1970, 1971, 2016) |
| São Raimundo         | Manaus           | 7 (1961, 1966, 1997, 1998, 1999, 2004, 2006) |
| América              | Manaus           | 6 (1951, 1952, 1953, 1954, 1994, 2009) |
| Olímpico             | Manaus           | 3 (1944, 1947, 1967) |
| Manaus               | Manaus           | 2 (2017, 2018) |
| Manaos Athletic Club | Manaus           | 2 (1914, 1915) |
| Cruzeiro do Sul      | Manaus           | 2 (1928, 1930) |
| Portuguesa           | Manaus           | 2 (1934, 1935) |
| Auto Esporte         | Manaus           | 2 (1956, 1959) |
| Portuguesa           | Manaus           | 2 (1934, 1935) |
| Auto Esporte         | Manaus           | 2 (1956, 1959) |
| Sul América          | Manaus           | 2 (1992, 1993) |
| Penarol              | Itacoatiara      | 2 (2010, 2011) |
| Manaos Sporting      | Manaus           | 1 (1929) |
| Santos               | Manaus           | 1 (1958) |
| Rodoviária           | Manaus           | 1 (1973) |
| Grêmio Coariense     | Coari            | 1 (2005) |
| Holanda              | Rio Preto da Eva | 1 (2008) |
| Princesa do Solimões | Manacapuru       | 1 (2013) |